# Neukirchen (Erzgebirgs)
Neukirchen es un municipio situado en el distrito de Erzgebirge, en el Estado federado de Sajonia (Alemania). Tiene una población estimada, a finales de 2020, de 7000 habitantes.